# 전지팩

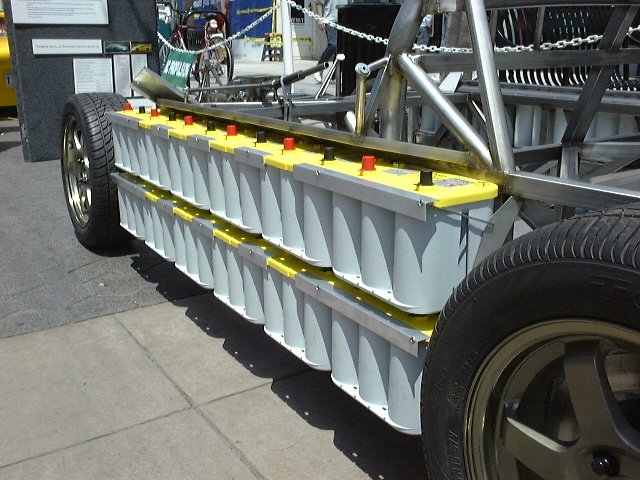
28개의 Optima Yellow Tops로 구성된 자동차 전지팩

전지팩(battery pack)은 동일한 배터리 또는 개인 배터리 셀의 원하는 개수의 세트이다. 바람직한 전압, 용량 또는 전력밀도를 실현하기 위해 직렬, 병렬 또는 양쪽의 조합으로 구성하는데 배터리 팩이라는 용어는 무선 도구, 무선 조종 취미 장난감 및 배터리 전기자동차를 지칭한다.
전지팩의 구성요소는 개개의 전지 또는 셀과 그들 사이에 전기전도성을 제공하는 상호접속부를 포함한다. 충전식 전지팩에는 충전기가 충전 종료를 검출하기 위해서 사용하는 온도 센서가 포함되어 있는 것이 자주 있다. 상호연결은 각 셀을 연결하는 부분인 배터리에도 있지만 대부분의 경우 배터리는 직렬로 배치되어 있다.
팩에 병렬로 셀 그룹이 포함되어 있는 경우 회로의 전기적 균형을 고려한 배선 구성이 다르다. 배터리 레귤레이터는 충전 중에 개개의 셀의 전압을 최대치 이하로 억제하고, 약한 배터리를 완전하게 충전해, 팩 전체의 밸런스를 유지하기 위해서 사용되는 일이 있다. 또 배터리 밸런스를 통해 액티브 밸런스를 실행할 수도 있고 배터리 밸런싱 장치는 에너지를 강한 셀에서 약한 셀로 실시간 셔틀해 균형을 맞출 수 있다. 밸런스가 잡힌 팩은 오래 가고, 보다 좋은 성능을 발휘한다.
인라인 패키지의 경우 셀은 선택되고 납땜을 사이에 두고 적층된다. 셀이 눌러지고 전류 펄스에 의해 열이 발생하며, 셀 내부의 모든 접속부가 용접된다.

## 충전 상태 계산
SOC, 즉 충전 상태는 배터리의 연료계에 상당하다. SOC는 완전히 방전될 때까지 배터리의 단자 전압이 거의 일정하게 유지될 가능성이 있기 때문에 단순한 전압 측정으로는 측정할 수 없다. 일부 유형의 배터리에서 전해질의 비중은 충전 상태와 관련이 있을 수 있으나 이는 일반적인 배터리 팩셀에서는 측정할 수 없으며 대부분의 유형의 배터리의 충전 상태와는 관련이 없다. 대부분의 SOC 방식은 전압, 전류, 방전 및 충전 프로세스의 온도 및 기타 측면을 고려하여 팩의 사전 정의된 용량 내에서 카운트다운 또는 카운트다운한다. 더 복잡한 충전상태 추정시스템은 배터리의 용량을 방전속도와 연관시키는 푸케르트 효과를 고려한다.

## 장점
전지팩의 이점은, 디바이스와의 교환이나 떼어내기가 용이한 것이다. 그러면 여러 팩이 확장 런타임을 구현하고 디바이스를 개방하여 계속 사용할 수 있게 되며, 분리된 팩은 개별적으로 충전된다.
또 하나의 장점은 설계와 구현의 유연성이다. 더 저렴한 고생산 셀 또는 배터리를 사용하여 거의 모든 애플리케이션에 대해 1개의 팩으로 정리할 수 있다.
제품 수명이 다 되면 배터리를 분리하여 개별적으로 재활용할 수 있어 유해 폐기물의 총량을 줄일 수 있다.

## 단점
대부분의 경우 최종 사용자가 수리나 개조가 간단한 것은 밀폐된 유지보수 불가능한 배터리나 셀보다 간단하다. 이를 이점으로 생각하는 사람도 있겠지만 배터리 팩은 화학물질, 전기 및 화재의 위험이 있으므로 안전상 주의를 기울이는 것이 중요하다.

## 같이 보기
- 배터리 밸런서
- 배터리 충전기
- 배터리 관리 시스템 (BMS)
- 배터리 모니터링
- 배터리 레귤레이터
- 배터리 유형 목록
- 스마트 배터리 데이터